# El Peñón (Santander)
El Peñón è un comune della Colombia facente parte del dipartimento di Santander.
Il comune venne istituito l'8 febbraio 1993.